# Grigorowitsch ROM-1
Die Grigorowitsch ROM-1 (russisch Григорович РОМ-1) ist ein sowjetisches Flugboot, das zum Ende der 1920er Jahre entwickelt wurde. Das Kürzel ROM stand dabei für die geplante Verwendung als Seefernaufklärer (разведчик открытого моря, raswedtschik otkrytowo morja). Weitere, ebenfalls den Einsatzzweck widerspiegelnde Bezeichnungen waren MDR-1 (морской дальний разведчик, morskoi dalni raswedtschik) und MR-3 (морской разведчик, morskoi raswedtschik).

## Entwicklung
Das Konstruktionsbüro OMOS wurde im Sommer 1925 gegründet und erhielt als erste Aufgabe den Auftrag, ein mehrmotoriges Flugboot, das für die Seeüberwachung geeignet sein sollte, zu entwickeln. Für den Leiter der Gruppe Dmitri Grigorowitsch war es die erste Konstruktion dieser Größenordnung, da er sich bisher nur mit dem Bau kleinerer, einmotoriger Flugboote beschäftigt hatte. Da das Muster laut Forderung einen Bootskörper aus Ganzmetall erhalten sollte, begannen die Arbeiten mit der Beschaffung des benötigten Koltschugaluminiums und der Einrichtung einer Werkstatt zur Metallbearbeitung. Aufgrund der mangelnden Erfahrung in dem Bereich wurde der Rumpfaufbau, für den Wadim Schawrow verantwortlich war, möglichst vereinfacht. Die Konstruktion von Tragwerk und Triebwerkseinbau übernahm P. D. Samsonow. Der Tragflügel wurde herkömmlich aus Holz gefertigt. Allerdings stellte sich bei Belastungstests im Frühjahr 1927 eine ungenügende Festigkeit heraus. Die notwendige Verstärkung des Flügelmittelteils und der Einbau eines zweiten Kastenholms bewirkten eine Gewichtszunahme von 600 kg über dem berechneten Wert! Zusätzlich ergab sich ein zu weit nach hinten gelagerter Schwerpunkt. Als Ausgleich musste der vordere Zugmotor nach vorn versetzt und zusätzlich mit zwei Streben am Rumpf abgestützt werden, was wiederum eine Verlängerung der Triebwerksgondel nach sich zog.

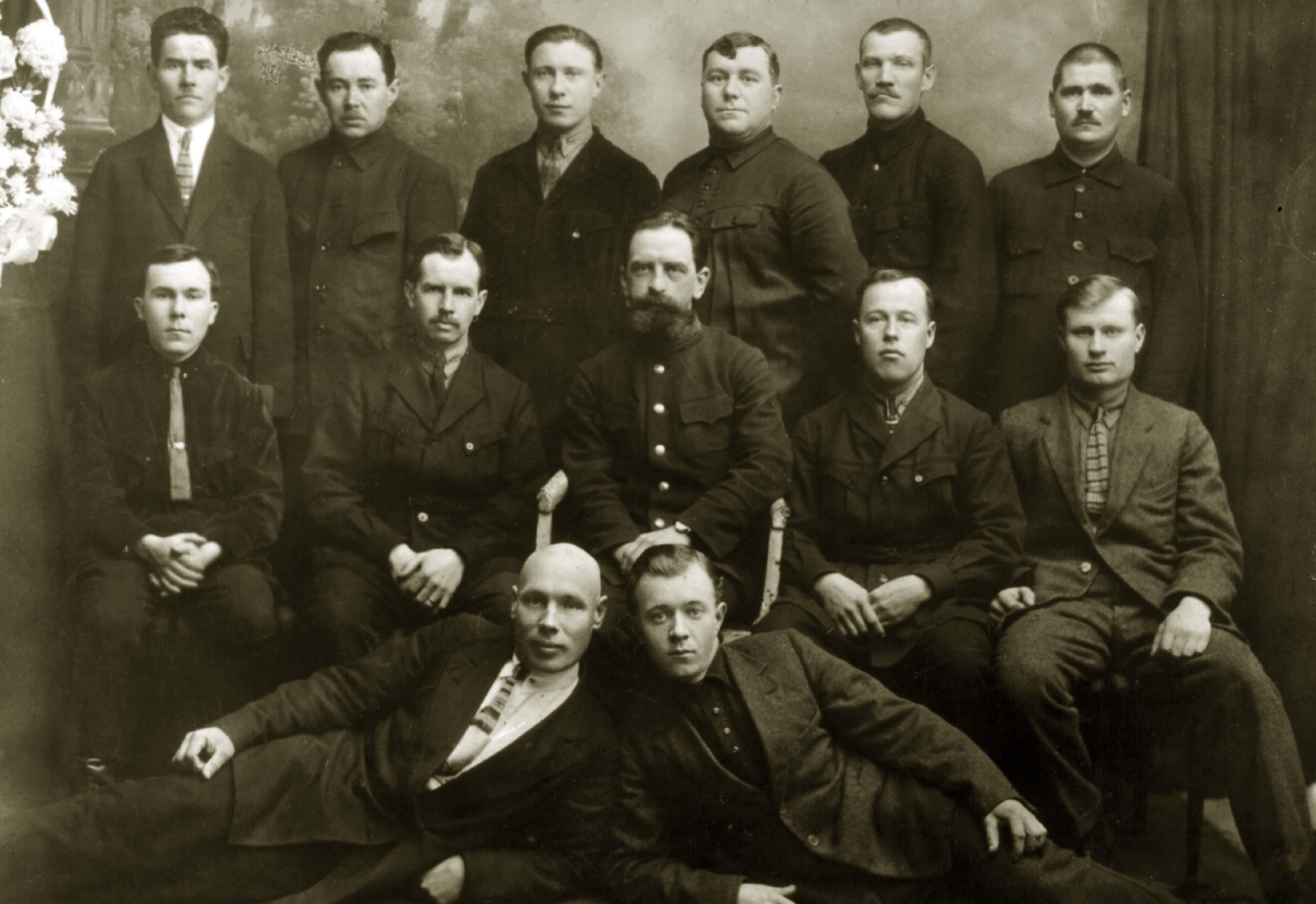
Die OMOS-Gruppe, die für die Erprobung der ROM-1 in Sewastopol verantwortlich zeichnete. In der Mitte der zweiten Reihe Testpilot Giksa.

Das so entstandene Flugboot wies eine starke Ähnlichkeit mit dem deutschen Dornier Wal auf, insbesondere was die Anordnung der Tragflächen, der Zug-/Druck-Tandemmotoren und die Verwendung von Stummelflügeln betraf. Von diesem Flugboot waren von den Luftstreitkräften über die Tarnfirma Metalloimport im April 1927 20 Stück gekauft worden. Sie stammten aus der italienischen Dornier-Auslandsniederlassung in Marina di Pisa und wurden zwischen Oktober 1927 und Mai 1928 über den Seeweg übers Schwarze Meer verschifft. Für deren Abnahme war unter anderem auch Robert Bartini, ein in die Sowjetunion emigrierter italienischer Kommunist und Konstrukteur, verantwortlich. Bezeichnenderweise wechselte Bartini anschließend in die ROM-1-Konstruktionsgruppe. Es kann daher angenommen werden, dass einige Merkmale des Wals in die Konstruktion der ROM-1 eingeflossen sind.
Kurz vor dem Winter 1927 wurde die Konstruktion vollendet und der Pilot L. I. Giksa führte in Leningrad umgehend den Erstflug durch. Nach einigen Flügen wurde die ROM-1 im November von dem Piloten S. T. Rybaltschuk zum Schwarzen Meer nach Sewastopol überflogen, wo die Erprobung fortgesetzt wurde. Die abschließende Beurteilung im Herbst 1928 stufte die ROM-1 für eine militärische Verwendung als ungeeignet ein. Das Programm wurde deshalb beendet und OMOS wandte sich der Weiterentwicklung ROM-2 zu.

## Aufbau
Die ROM-1 war ein abgestrebter Hochdecker in Gemischtbauweise. Der zweistufige Bootskörper besaß einen fünfeckigen Querschnitt mit einer Aufkimmung von 12°. Der Tragflügel bestand aus einem Holzgerüst, dass von der Nasenkante bis in Höhe des hinteren der beiden Holme mit 2-mm-Furnierholz beplankt und im restlichen Teil mit Stoff bespannt war. Er verfügte über ein über die Spannweite verändertes Profil Göttingen 426 und im Bereich der Verstrebungen über ein Göttingen 420. Die Stummelflügel mit einer Spannweite von 9,7 m, an deren Enden sich je Seite ein einstufiger Schwimmer befand, liefen in zwei Streben aus, die mit dem Oberflügel verbunden waren. Das Leitwerk bestand aus einem stoffbespannten Aluminiumrahmen, dessen Höhenflosse zum Rumpf hin mit I-Stielen abgestützt wurde.

## Technische Daten
| Kenngröße                   | Daten                                                                                 |
| --------------------------- | ------------------------------------------------------------------------------------- |
| Besatzung                   | 4                                                                                     |
| Spannweite                  | 28,00 m (oben) 9,7 m (unten)                                                          |
| Länge                       | 16,00 m                                                                               |
| Höhe                        | 6,06 m                                                                                |
| Flügelfläche                | 86,6 m² (Oberflügel) 104,6 m² (gesamt)                                                |
| Flächenbelastung            | 56,0 kg/m²                                                                            |
| Leistungsbelastung          | 6,5 kg/PS                                                                             |
| Leermasse                   | 4518 kg                                                                               |
| Startmasse                  | normal 5829 kg maximal 6075 kg                                                        |
| Antrieb                     | zwei flüssigkeitsgekühlte Reihenmotoren Lorraine-Dietrich 12Cc mit je 331 kW (450 PS) |
| Höchstgeschwindigkeit       | 165 km/h in Bodennähe                                                                 |
| Marschgeschwindigkeit       | 132 km/h                                                                              |
| Start-/Landegeschwindigkeit | 118 km/h / 85 km/h                                                                    |
| Steiggeschwindigkeit        | 99 m/min                                                                              |
| Steigzeit                   | 10,1 min auf 1000 m 25,3 auf 2000 m 54 min auf 3000 m                                 |
| Reichweite                  | 800 km                                                                                |
| Flugdauer                   | 5 h                                                                                   |
| Gipfelhöhe                  | praktisch 3470 m                                                                      |
| Bewaffnung                  | vier MG in zwei Abwehrständen Tur-4 und Tur-5                                         |